# Sergi Barjuán
Sergi Barjuán Esclusa (ur. 28 grudnia 1971 w Les Franqueses del Vallès) – hiszpański piłkarz występujący na pozycji obrońcy. Największe sukcesy odnosił podczas gry w FC Barcelonie, a karierę zakończył w Atlético Madryt.
W pierwszym z tych klubów spędził większość swojej kariery, debiutując w 1993 roku. Z Barcą zdobył trzykrotnie tytuł mistrza Hiszpanii oraz jednokrotnie triumfował w Pucharze Zdobywców Pucharów. Przeniósł się do Atlético Madryt w 2002 roku, gdzie grał przez dwa sezony. Przez 12 sezonów zagrał w 352 meczach, strzelając 6 goli. Karierę zakończył w 2005 roku.
W barwach reprezentacji Hiszpanii zadebiutował w 1994 roku. Jako reprezentant wybiegał na boisko 56 razy, strzelając jednego gola (w debiucie, w meczu z Polską). Grał dla swojego kraju w Mistrzostwach Świata 1994 i 1998, a także na Euro 1996 i Euro 2000.